# Relación mapa-territorio
La relación mapa-territorio describe la relación entre un objeto y la representación de dicho objeto, similar a la relación entre un territorio geográfico y un mapa del mismo. El científico y filósofo Polaco-Estadounidense Alfred Korzybski señaló que "el mapa no es el territorio", resumiendo su punto de vista acerca de cómo la abstracción derivada de un objeto, o una reacción hacia él, no es la cosa en sí misma. Korzybski sostuvo que muchas personas confunden mapas con territorios, esto es, confunden modelos de la realidad con la realidad misma.

## "El mapa no es el territorio"
La expresión "el mapa no es el territorio" apareció impresa por primera vez en un artículo que Alfred Korzybski presentó en una reunión de la Asociación Estadounidense para el Avance de Ciencia en Nueva Orleans, Luisiana en 1931. En "Ciencia y Cordura", Korzybski reconoce que le debe la frase al matemático Eric Temple Bell, cuyo epigrama "el mapa no es la cosa representada" fue publicado en Numerology.
- A) Un mapa puede tener una estructura similar o disímil a la estructura del territorio...
- B) El mapa no es el territorio.

El artista belga surrealista René Magritte ilustró el concepto de "la percepción siempre intercede entre la realidad y nosotros" en varias pinturas que incluyen una obra famosa titulada "La traición de las imágenes" la cual consta del dibujo de una pipa con la leyenda "Ceci n'est pas une pipe" ("Esto no es una pipa").
En "El Medio Es el Mensaje" , Marshall McLuhan extendió este argumento a los medios de comunicación electrónica.  Las representaciones de los medios de comunicación, especialmente en pantallas, son abstracciones; son "extensiones" virtuales de aquello que nuestros canales sensoriales, cuerpos, pensamientos y sentimientos hacen por nosotros en la vida real.
Este concepto ocurre en la discusión de religiones exotéricas y esotéricas. Los conceptos exotéricos son aquellos conceptos que pueden ser plenamente explicados usando descriptores y constructos del lenguaje, como las matemáticas. Los conceptos esotéricos son aquellos conceptos que no pueden ser plenamente entendidos a excepción de experimentarlos directamente. Por ejemplo, una persona que nunca ha probado una manzana  nunca puede entender completamente el sabor de una manzana usando solamente el lenguaje. Sólo la experiencia directa (comer una manzana) puede permitir el entendimiento completo de la experiencia.
Lewis Carroll, en Sylvia y Bruno (1893), escribió acerca de este punto desde una perspectiva humorística con la descripción de un mapa ficticio que tenía "la escala de una milla por milla". Un personaje nota que hay varias dificultades prácticas con dicho mapa y establece que "ahora usamos al país mismo como su propio mapa, y te aseguro que lo hace casi igual de bien."
Laura Riding, en su poema "The Map of Places" (1927), escribe sobre esta relación: "El mapa de los lugares pasa. La realidad del papel se rasga."
La economista de la Universidad de Cambridge,  Joan Robinson (1962) enfatizó la poca utilidad de los mapas 1:1 y de otros modelos demasiado detallados: "Un modelo que tomara en cuenta toda la diversidad de la realidad sería tan poco útil como un mapa en escala de uno a uno."
El argumento de Korzybski acerca del mapa y el territorio también influyó al escritor de cómics surrealista Jan Bucquoy para un arco de historia en su cómic Labyrinthe: un mapa que nunca garantiza que alguien pueda encontrar la salida, porque la acumulación de los eventos puede cambiar la forma en que uno mira la realidad.
El historiador de religiones J. Z. Smith escribió en 1978 un libro titulado Map is not Territory: Studies in the History of Religions ("El mapa no es el territorio: estudios en la historia de las religiones") publicado por University of Chicago Press, ISBN 0-226-76357-9).
El autor Robert M. Pirsig Utiliza la idea teórica y literalmente en su libro Lila cuando el personaje principal/autor se pierde temporalmente por depender demasiado de un mapa más que del territorio que dicho mapa describe.
En 2010, el autor francés Michel Houellebecq publicó su novela, La Carte et le Territoire, traducido como El Mapa y el Territorio. El título era una referencia  al aforismo de Alfred Korzybski. La novela recibió el premio literario francés Prix Goncourt.
Robert Anton Wilson, en su libro "Prometeus Rising", también toca el punto sobre cómo el mapa no es la realidad. Él intenta explícitamente explicarle este principio al lector.
El matemático James A. Lindsay hizo de esta idea un tema principal de su libro Dot, Dot, Dot: Infinity Plus God Equals Folly. En él,  argumenta que todas nuestras teorías científicas, las matemáticas, e incluso la idea de Dios son mapas conceptuales que son a menudo confundidos "con el terreno" que intentan explicar. En el prefacio del libro, el físico Victor J. Stenger expresa su acuerdo con este punto de vista.

## Relación
Gregory Bateson, en el apartado "Forma, Sustancia y Diferencia", de Pasos hacia una Ecología de la Mente (1972), argumentó la imposibilidad esencial de saber lo que es cualquier territorio real. Cualquier entendimiento de un territorio se basa en uno o más canales sensoriales que reportan adecuada pero imperfectamente:

Decimos que el mapa es diferente al territorio. Pero, ¿qué es el territorio? Operacionalmente, alguien salió con una retina o un palo para medir e hizo representaciones que después fueron puestas sobre papel.Lo que está en el mapa de papel es una representación de lo que estaba en la representación retineana del hombre que hizo el mapa; y mientras preguntas más y más, lo que encuentras es una regresión infinita, una serie infinita de mapas. El territorio nunca entra por completo. […] Siempre, el proceso de la representación lo filtrará de tal forma que el mundo mental sólo son mapas de mapas, ad infinitum.
Gregory Bateson, Pasos hacia una ecología de la mente

En otra parte del mismo volumen, Bateson argumenta que la utilidad de un mapa (una representación de la realidad) no es necesariamente un asunto de su verdad literal, sino que tiene una estructura análoga al territorio, para un propósito dado. Bateson escribió extensamente acerca de este caso en su ensayo "La Teología de Alcohólicos Anónimos".
Parafraseando el argumento de Bateson, una cultura que cree que el resfriado común se transmite por espíritus de mal, que son liberados cuando uno estornuda, que pueden pasar de una persona a otro cuando  son inhalados o cuando dos personas tocan los mismos objetos, etc., podría "mapa" tan eficaz para efectos de salud pública como uno que sustituye los espíritus con microbios.
Otro básico dilema es el problema de la exactitud. Jorge Luis Borges describe la inutilidad trágica de un mapa perfectamente exacto, en relación uno-a-uno:

Con el tiempo, estos Mapas Desmesurados no satisficieron y los Colegios de Cartógrafos levantaron un Mapa del Imperio, que tenía el tamaño del Imperio y coincidía puntualmente con él.

Menos Adictas al Estudio de la Cartografía, las Generaciones Siguientes entendieron que ese dilatado Mapa era Inútil y no sin Impiedad lo entregaron a las Inclemencias del Sol y los Inviernos. En los desiertos del Oeste perduran despedazadas Ruinas del Mapa, habitadas por Animales y por Mendigos; en todo el País no hay otra reliquia de las Disciplinas Geográficas.
Jorge Luis Borges.
"Del rigor en la ciencia" (1946). En: "Los anales de Buenos Aires, marzo de 1946). Publicado en la segunda edición de "Historia universal de la Infamia", 2a. ed.

En un ejemplo literario más extremo, el diario ficticio de Tristram Shandy es tan detallado que  le toma al autor un año escribir los acontecimientos de un solo día. Ya que el mapa (diario) es más detallado que el territorio (la vida), y aun así debe caber en el territorio (el diario escrito en el curso de su vida), éste nunca pueda ser acabado. Estas tareas se conocen como supertasks.
Con esta  mención de Josiah Royce, Borges describe un problema mayor acerca de cómo, cuando el mapa está contenido dentro del territorio, uno se dirige hacia una regresión infinita:

Las invenciones de la filosofía no son menos fantásticas que las del arte:  Josiah Royce, en el primer volumen de la obra The World and the Individual (1899), ha formulado la siguiente: «Imaginemos que una porción del suelo de Inglaterra ha sido nivelada perfectamente y que en ella traza un cartógrafo un mapa de Inglaterra. La obra es perfecta; no hay detalle del suelo de Inglaterra, por diminuto que sea, que no esté registrado en el mapa; todo tiene ahí su correspondencia. Ese mapa, en tal caso, debe contener un mapa del mapa, que debe contener un mapa del mapa del mapa, y así hasta lo infinito.»  ¿Por qué nos inquieta que el mapa esté incluido en el mapa y las mil y una noches en el libro de Las mil y una noches? ¿Por qué nos inquieta que Don Quijote sea lector del Quijote, y Hamlet, espectador de Hamlet? Creo haber dado con la causa: tales inversiones sugieren que si los caracteres de una ficción pueden ser lectores o espectadores, nosotros, sus lectores o espectadores, podemos ser ficticios.
Jorge Luis Borges, "Magias parciales del Quijote", Otras Inquisiciones, 1952

Neil Gaiman vuelve a contar la parábola en referencia a la narración en Objetos Frágiles (originalmente para aparecer en Dioses americanos):

Uno puede describir mejor un cuento al contar el cuento. ¿Lo ves? La forma en que uno describe la historia, a uno mismo o al mundo, es justamente a través de contar la historia. Es un acto de malabareo y es un sueño. Mientras más preciso es el mapa, más se parece al territorio. El mapa posible más exacto sería el territorio, y como tal sería perfectamente preciso y completamente inútil. El cuento es que el mapa es el territorio
Neil Gaiman

El desarrollo de medios de comunicación electrónicos empaña la línea entre mapa y territorio al permitir la simulación de ideas codificadas en señales electrónicas, como Baudrillard argumenta en Simulacro y Simulación (1994, p. 1):

Hoy la abstracción ya no es la del mapa, el doble, el espejo o el concepto. La simulación ya no es la de el territorio, un ser o sustancia referencial. Es la generación de modelos de algo real sin origen o realidad, una hiperreal. El territorio ya no precede al mapa, ni le sobrevive. Es el mapa el que precede al territorio, la precisión de los simulacros, la que engendra el territorio.

El filósofo David Schmidtz toma esta distinción en su libro "Elementos de la Justicia", aparentemente derivado del argumento de Wittgenstein sobre el lenguaje privado.
El intercambio fundamental entre la exactitud y la usabilidad de un mapa, particularmente en el contexto de modelización, es conocido como la Paradoja de Bonini y ha sido enunciado en varias formas, de forma poética por Paul Valéry: "Todo lo sencillo es falso. Todo aquello que es complejo es in-usable."